# Мамаша (1-й сезон)
Первый сезон американского ситкома «Мамаша» премьера состоялась на канале CBS 23 сентября 2013 года, а заключительная серия сезона вышла 14 апреля 2014 года. 

## Сюжет
Сериал рассказывает о жизни Кристи Планкетт (Анна Фэрис), одинокой матери, которая преодолела свою зависимость от алкоголя и наркотиков и пытается начать свою жизнь заново в городе Напа, Калифорния, который является центром американского виноделия. Она работает официанткой в ресторане и посещает встречи анонимных алкоголиков. Её мать Бонни Планкетт (Эллисон Дженни) также как и дочь, справилась с зависимостью от алкоголя и наркотиков и хочет наладить отношения с дочерью. Семнадцатилетняя дочь Вайолет (Сэди Кальвано), родившаяся, когда Кристи было всего 16 лет, ждет ребёнка от своего приятеля Люка. У Кристи также есть второй ребёнок — Роско, от бывшего парня по имени Бакстер. У Бакстера нет работы и он не платит алименты Кристи, а его планы о заработке денег связаны с продажей наркотиков.

## В ролях

### Основной состав
- Анна Фэрис - Кристи Планкетт

- Эллисон Дженни - Бонни Планкетт
- Мими Кеннеди - Марджори Армстронг
- Бет Холл - Венди Харрис

## Эпизоды
| № общий | № в сезоне | Название                                                                                               | Режиссёр        | Автор сценария                                                                       | Дата премьеры    | Произв. код | Зрители в США (млн) |
| --- | ---------- | --- | --------------- | ------------------------------------------------------------------------------------ | ---------------- | ----------- | ------------------- |
| 1 | 1          | «Пилотный эпизод» «Pilot»                                                                              | Памела Фрайман  | Чак Лорри, Джемма Бэйкер, Эдди Городецки                                             | 23 сентября 2013 | 276061      | 7.99                |
| После серии неудачных решений, Кристи пытается наладить ее жизнь, но неожиданно ее мать, Бонни, возвращается в ее жизнь. Значение названия: Пилотный эпизод. |            | |                 |                                                                                      |                  |             |                     |
| 2 | 2          | «Тест на беременность и азиатский енот» «A Pee Stick and an Asian Raccoon»                             | Гари Хэлворсон  | Чак Лорри, Эдди Городецки, Ник Бэкей                                                 | 30 сентября 2013 | 4X5402      | 7.00                |
| Кристи и Бонни оставляют в стороне свои разногласия и работают вместе над разрешением семейного кризиса. Значение названия: Вайолет использует тест на беременность, а ее врач имеет небольшие руки , как у енота. |            | |                 |                                                                                      |                  |             |                     |
| 3 | 3          | «Маленький нервный кризис и вилка не в том месте» «A Small Nervous Meltdown and a Misplaced Fork»      | Гари Хэлворсон  | Чак Лорри, Эдди Городецки, Ник Бэкей                                                 | 7 октября 2013   | 4X5403      | 6.86                |
| Кристи идет на первое свидание, впервые после того как она бросить пить, в то время как Бонни учит Роско, как играть в азартные игры. Значение названия: Кристи очень переживает перед первым свиданием, а Габриэль случайно садится на вилку в машине Кристи. |            | |                 |                                                                                      |                  |             |                     |
| 4 | 4          | «Ненависть и носки» «Loathing and Tube Socks»                                                          | Джефф Гринштейн | Чак Лорри, Ник Бэкей Джемма Бэйкер                                                   | 14 октября 2013  | 4X5404      | 7.44                |
| Все испытывают терпение Кристи в то время как Бонни встречает старого соперника. Значение названия: Кристи проводит весь день в плохом настроении и попадает в спор с клерком в 99-Cent Store. |            | |                 |                                                                                      |                  |             |                     |
| 5 | 5          | «Шесть тысяч контрабандных футболок и сумка Прада» «Six Thousand Bootleg T-Shirts and a Prada Handbag» | Джеймс Уиддоуз  | Чак Лорри, Эдди Городецки, Ник Бэкей, Джемма Бэйкер                                  | 21 октября 2013  | 4X5405      | 7.28                |
| На собрании анонимных алкоголиков Кристи встречает женщину по имени Регина, у которой много проблем, в то время как Бонни пытается поставить потребности кого-то другого, выше ее собственных. Значение названия: Кристи говорит , что она пыталась продавать контрабандные рубашки на концерте и ценная сумочка Регины. |            | |                 |                                                                                      |                  |             |                     |
| 6 | 6          | «Воздержание и пудинг» «Abstinence and Pudding»                                                        | Джефф Гринштейн | Чак Лорри, Эдди Городецки, Ник Бэкей, Джемма Бэйкер                                  | 28 октября 2013  | 4X5406      | 6.64                |
| Кристи пытается не торопиться в ее отношениях с Адамом, в то время как Бонни и Марджори расходятся во мнение по этому вопросу. Значение названия: Решение Кристи воздержаться от секса в самом начале ее новых отношений и ее последующее бессознательное заедание стресса. |            | |                 |                                                                                      |                  |             |                     |
| 7 | 7          | «Эстроген и плотный завтрак» «Estrogen and a Hearty Breakfast»                                         | Джеймс Уиддоуз  | Чак Лорри, Эдди Городецки, Ник Бэкей, Джемма Бэйкер, Алисса Ньюбауэр                 | 4 ноября 2013    | 4X5407      | 7.38                |
| Кристи сталкивается с консервативными родителеями Люка, не одобряющими беременность Вайолет, в то время как Бонни имеет дело с менопаузой. Значение названия: Попытка Бонни оставаться молодой и "Плотный завтрак", который она готовит, пугая Кристи. |            | |                 |                                                                                      |                  |             |                     |
| 8 | 8          | «Большой сюрприз и клубничная смазка» «Big Sur and Strawberry Lube»                                    | Джефф Гринштейн | Чак Лорри, Эдди Городецки, Ник Бэкей, Джемма Бэйкер, Кристин Зандер, Алисса Ньюбауэр | 11 ноября 2013   | 4X5408      | 6.96                |
| Кристи нервничает перед предстоящим романтическим отдыхом с Адамом, в то время как Клаудия подозревает Габриэля в измене. Значение названия: Адам приглашает Кристи на свадьбу в Большой Сюр, а Бонни покупает клубничную смазку для её романтического свидания. |            | |                 |                                                                                      |                  |             |                     |
| 9 | 9          | «Зомби и Кобб салат» «Zombies and Cobb Salad»                                                          | Бетси Томас     | Чак Лорри, Эдди Городецки, Ник Бэкей, Джемма Бэйкер, Кристин Зандер, Алисса Ньюбауэр | 18 ноября 2013   | 4X5409      | 6.82                |
| Кристи и ее коллеги из общества анонимных алкоголиков стараются помочь Бонни, когда она теряет свою работу и квартиру и у неё случается рецидив. Значение названия: Бонни выглядит "как зомби" после дикой ночи пития и заказанный салат Кобб на обед после встречи. |            | |                 |                                                                                      |                  |             |                     |
| 10 | 10         | «Вафли и ванна с привилегиями» «Belgian Waffles and Bathroom Privileges»                               | Джефф Гринштейн | Чак Лорри, Эдди Городецки, Ник Бэкей, Джемма Бэйкер, Кристин Зандер, Алисса Ньюбауэр | 25 ноября 2013   | 4X5410      | 7.36                |
| Кристи имеет проблемы с осознанием того, насколько легче жить с Бонни в одном доме. В то же время, Бакстер устанавливает свой дом на колёсах рядом с её домом. Значение названия: Бакстер живет в своем фургоне в комплекте с устройствами , такими как вафельница, и он заключает сделку с Кристи чтобы припарковать свой фургон на её парковке. |            | |                 |                                                                                      |                  |             |                     |
| 11 | 11         | «Сахарная вата и молотая рыба» «Cotton Candy and Blended Fish»                                         | Джефф Гринштейн | Чак Лорри, Эдди Городецки, Ник Бэкей, Джемма Бэйкер                                  | 2 декабря 2013   | 4X5412      | 7.68                |
| Кристи и Бонни пытаются помочь Марджори в борьбе с раком. В то же время, Вайолет расстроена реалиями беременности. Значение названия: Ехидный комментарий Бонни о белой персидской кошке Марджори и измельчение рыбы в блендере для её кошек. |            | |                 |                                                                                      |                  |             |                     |
| 12 | 12         | «Говяжья свинина и наручники» «Corned Beef and Handcuffs»                                              | Джон Крайер     | Чак Лорри, Эдди Городецки, Ник Бэкей, Джемма Бэйкер, Кристин Зандер, Алисса Ньюбауэр | 16 декабря 2013  | 4X5411      | 7.44                |
| Кристи оказывается в неудобном положении, когда Бонни и шеф-Руди начинают встречаться. Значение названия: Пренебрижительное замечание шефа-Руди о кулинарных навыках Кристи и странный сексуальный фетиш, о котором он рассказывает Бонни. |            | |                 |                                                                                      |                  |             |                     |
| 13 | 13         | «Горячий суп и крыша» «Hot Soup and Shingles»                                                          | Энтони Рич      | Чак Лорри, Ник Бэкей, Джемма Бэйкер, Эдди Городецки, Хейли Мортисон                  | 13 января 2014   | 4X5413      | 8.50                |
| Кристи повреждает лодыжку, но отказывается от какой-либо помощи Бонни, в то время как Люк обсуждает с Бакстером отцовство. Значение названия: Кристи обжигается, когда несёт горячий суп к столику и работа Бакстера по починке её крыши. |            | |                 |                                                                                      |                  |             |                     |
| 14 | 14         | «Кожаная колыбель и средневековая лежанка» «Leather Cribs and Medieval Rack»                           | Тэд Возз        | Чак Лорри, Эдди Городецки, Ник Бэкей, Джемма Бэйкер, Хейли Мортисон                  | 20 января 2014   | 4X5414      | 8.27                |
| После того как Кристи обнаруживает что Бонни прятала от неё четыре тысячи долларов, та признаётся что знает кто её отец. Значение названия: Воспоминания Бонни о беременности Кристи и её жалоба относительно дивана дочери. |            | |                 |                                                                                      |                  |             |                     |
| 15 | 15         | «Клубничная жвачка и дыра от пули» «Fireballs and Bullet Holes»                                        | Тэд Возз        | Чак Лорри, Эдди Городецки, Ник Бэкей, Марко Пеннетте                                 | 27 января 2014   | 4X5415      | 9.58                |
| Кристи пытается сблизиться с её новоприобретенным отцом Алвином, с небольшой помощью очень раздражённой Бонни. Значение названия: Кристи и Алвин находят душевную связть с помощью клубничной жвачки и казалось бы, незаметные дырки от пуль в новом автомобиле Кристи. |            | |                 |                                                                                      |                  |             |                     |
| 16 | 16         | «Ницше и поход за пивом» «Nietzsche and a Beer Run»                                                    | Тэд Возз        | Чак Лорри, Эдди Городецки, Ник Бэкей, Джемма Бэйкер                                  | 3 февраля 2014   | 4X5416      | 9.11                |
| Привлекательный пожарный по имени Дэвид сбивает с ног Кристи, но его поведение угрожает её трезвому образу жизни. Значение названия: Степень философии Давида и его оправдание за вождение в нетрезвом виде пожарной машины весь путь к дому Кристи в середине ночи. |            | |                 |                                                                                      |                  |             |                     |
| 17 | 17         | «Настоящая тюрьма и японское порно» «Jail, Jail and Japanese Porn»                                     | Джеймс Уиддоуз  | Чак Лорри, Эдди Городецки, Ник Бэкей, Джемма Бэйкер, Марко Пеннетте                  | 24 февраля 2014  | 4X5417      | 7.25                |
| Бонни должна помочь своей дочери, когда Кристи ставит своего нового бойфренда на первое место. Значение названия: Регина обсуждает ее тюремное заключение и метафора Бонни относительно посещения Вайолет школы для беременных. |            | |                 |                                                                                      |                  |             |                     |
| 18 | 18         | «Узи и короткий топик» «Sonograms and Tube Tops»                                                       | Джефф Гринштейн | Чак Лорри, Эдди Городецки, Ник Бэкей, Джемма Бэйкер, Марко Пеннетте                  | 3 марта 2014     | 4X5418      | 8.42                |
| Кристи планирует праздник в честь ребёнка для Вайолет, которая нервничает о становлении мамой. Бонни заполучает нового клиента. Значение названия: Вайолет делает УЗИ и она начинает носить короткий топ, несмотря на то, что она беременна. |            | |                 |                                                                                      |                  |             |                     |
| 19 | 19         | «Туалетное вино и игра в сэндвич» «Toilet Wine and the Earl of Sandwich»                               | Джефф Гринштейн | Чак Лорри, Джемма Бэйкер, Алисса Ньюбауэр                                            | 17 марта 2014    | 4X5419      | 7.05                |
| Реджина приговорена к четырём годам в женской тюрьме. Бонни, Кристи, а также Марджори везут ее в тюрьму, но Реджина говорит, что её не удалось попрощаться с её десятилетним сыном и Кристи решает поехать к дому её бывшего мужа, чтобы она попрощалась с ним. Реджина противостоит своему бывшему мужу в борьбе за сына, и говорит, что у нее есть хорошие друзья. В то же время, дома, Алвин пытается действовать как дедушка и общается с Роско и Вайолет о плохих решений, которые он сделал. Алвин случайно говорит Роско, что Вайолет отдаёт своего ребенка на усыновление и Роско расстраивается, потому что он "не будет дядей". Так же узнаётся, что жена Алвина выгнала его из дома. Значение названия: Марджори говорит с Реджиной о туалетном вине в тюрьме, а Алвин рассказывает Вайолет и Роско историю бутербродов. |            | |                 |                                                                                      |                  |             |                     |
| 20 | 20         | «Неуклюжая мартышка и изогнутая матка» «Clumsy Monkeys and a Tilted Uterus»                            | Джефф Гринштейн | Чак Лорри, Джемма Бэйкер, Алисса Ньюбауэр, Марко Пеннетте                            | 24 марта 2014    | 4X5420      | 7.35                |
| На встрече Кристи и Бонни встречают адвоката, чтобы помочь ему. Вайолет принимает решение о приемных родителей своего ребенка, в то время как Люк по прежнему не хочет отказываться от ребенка. После того, как Кристи говорит с Люком, он признает, что хочет оставить ребенка, чтобы Вайолет не бросила его. Люк затем решает, что отдать ребенка на усыновление является лучшим варианотом для них. Усыновители, Тейлоры, сказали им, что Вайолет и Люк все еще могут участвовать в жизни ребенка, если они этого хотят, и предлагают Люку работу, чтобы тот научился разрабатывать видеоигры, такие как Неуклюжая Обезьяна. Вайолет говорит Люку, что она никогда не перестанет любить его. Кристи решает пойти в школу, потому что она с детства мечтала быть адвокатом. Бонни рада за нее и говорит, что она всегда была смущена, что Кристи была официанткой. Значение названия: Название видеоигры, которую разработал мистер Тейлор и причина почему чета Тейлоров не может иметь детей. |            | |                 |                                                                                      |                  |             |                     |
| 21 | 21         | «Разбитые мечты и закупоренные артерии» «Broken Dreams and Blocked Arteries»                           | Джеймс Уиддоуз  | Чак Лорри, Эдди Городецки, Ник Бэкей, Марко Пеннетте                                 | 31 марта 2014    | 4X5421      | 7.27                |
| Вайолет не зочет идти на выпускной из-за того что она на девятом месяце, но Кристи всё же её уговаривает. Она и Люк идут на выпускной бал, где у Вайолет случается ложные схватки. Алвин получает сердечный приступ, и кто-то должен заботиться о нем. Кристи пытается уговорить Бонни, сделать это, и когда она отказывается, Кристи понимает, что это происходит потому, что она все еще любит его. Значение названия: Саркастический ответ Вайолет на тему выпускного бала и закупоренная артерия Алвина в результате сердечного приступа. |            | |                 |                                                                                      |                  |             |                     |
| 22 | 22         | «Пыхтящий Тайлер и признание умирающего» «Smokey Taylor and a Deathbed Confession»                     | Джефф Гринштейн | Марко Пеннетте, Эдди Городецки, Джемма Бэйкер, Алисса Ньюбауэр                       | 14 апреля 2014   | 4X5422      | 6.86                |
| Бонни отрицает, что она все еще влюблена в Алвина, но позже они разделяют страстный поцелуй, пока он лежит на больничной койке. В той же больнице, Вайолет рожает ребенка. В то время как она держит свою новорожденную дочь на руках, со слезами на глазах она пытается попрощаться, Тейлоры ждут новости о рождении своей приемной дочери. Значение названия: Попытка Люка назвать ребенка "Пыхтящий Тайлер" и признание Алвина, что он жалеет что оставил Бонни и Кристи. |            | |                 |                                                                                      |                  |             |                     |